# Madarellus
Madarellus är ett släkte av skalbaggar. Madarellus ingår i familjen vivlar.

## Dottertaxa tillMadarellus, i alfabetisk ordning[1]
- Madarellus albofasciatus
- Madarellus albonotatus
- Madarellus alticollis
- Madarellus amazonicus
- Madarellus amnicola
- Madarellus balteatus
- Madarellus caseyi
- Madarellus castaneus
- Madarellus chapadanus
- Madarellus claveri
- Madarellus cuneatus
- Madarellus cuneipennis
- Madarellus denieri
- Madarellus dilutus
- Madarellus ebenus
- Madarellus eruptus
- Madarellus fasciata
- Madarellus fausti
- Madarellus floridanus
- Madarellus gibbicollis
- Madarellus hondurasensis
- Madarellus impar
- Madarellus impressus
- Madarellus imulus
- Madarellus inaequalis
- Madarellus inanis
- Madarellus inconstans
- Madarellus jalapanus
- Madarellus laevicollis
- Madarellus laticollis
- Madarellus maculatus
- Madarellus mexicanus
- Madarellus oblongulus
- Madarellus perditus
- Madarellus punctatus
- Madarellus puniceicollis
- Madarellus quadriguttatus
- Madarellus rufescens
- Madarellus ruficollis
- Madarellus rufomaculatus
- Madarellus rufopiceus
- Madarellus sanguinosus
- Madarellus sangunicollis
- Madarellus seminitidus
- Madarellus seriatus
- Madarellus singularis
- Madarellus sordidus
- Madarellus sortitus
- Madarellus striatulus
- Madarellus truncatidens
- Madarellus undulatus
- Madarellus vinaceus